# Dicranotropis carpathica
Dicranotropis carpathica är en insektsart som beskrevs av Géza Horváth 1884. Dicranotropis carpathica ingår i släktet Dicranotropis och familjen sporrstritar. Inga underarter finns listade i Catalogue of Life.